# Georges Clemenceau
Georges Eugène Benjamin Clemenceau (Mouilleron-en-Pareds, 28 settembre 1841 – Parigi, 24 novembre 1929) è stato un politico francese, primo ministro dal 1906 al 1909 e dal 1917 al 1920 e uno degli artefici del trattato di Versailles.

## Biografia
Era il secondo dei sei figli di Benjamin Clemenceau, medico che godeva di un benestare economico grazie alla rendita degli affitti di alcune proprietà, e di Sophie Gautreau.

### Gli inizi nell'età di Napoleone III
Georges Clemenceau nacque nella conservatrice Vandea, da una famiglia solidamente anticlericale e repubblicana (il padre Benjamin avrebbe preso parte ai moti del 1848). Ancora studente, pubblicò due giornali di orientamento radicale e incorse nella repressione del governo ultraconservatore di Napoleone III, scontando qualche settimana in carcere.
Laureatosi in medicina nel 1865, soggiornò per quattro anni negli Stati Uniti d'America. Fu molto impressionato dalle istituzioni statunitensi e la sua visione repubblicana della politica ne uscì rafforzata e radicalizzata. Qui s'innamorò di una delle allieve della scuola dove insegnava, Mary Plummer, che sposò il 20 giugno 1869. Non fu un matrimonio felice: sfociò infatti in una separazione e per moltissimi anni Clemenceau visse solo, dedicandosi totalmente alla sua unica vera grande passione: la politica.

### Ingresso in politica nella III Repubblica
Ritornato in Francia, diventò sindaco di Montmartre nel 1870, iniziando così la propria carriera politica. Entrato nell'Assemblea Nazionale nel 1870, si oppose con forza alle condizioni di pace imposte dalla Germania al termine della guerra franco-prussiana. Come molti politici francesi dell'epoca avrebbe nutrito per tutta la propria carriera un odio inveterato per i tedeschi in seguito all'umiliazione militare del 1871.
La sua decisione gli guadagnò il soprannome di Tigre e gli garantì la leadership del partito radicale, fortemente legato all'estrema sinistra. Apprezzato giornalista e spietato critico politico, fondò nel 1880 il giornale La Justice, dalle cui pagine si difese dall'accusa di corruzione nell'affare di Panama (1893) e condusse una campagna contro l'antisemitismo e in favore di Alfred Dreyfus (1898).

### Nell'esecutivo
Nel 1906, in qualità di ministro dell'interno, ordinò la repressione violenta di uno sciopero di minatori nel Pas de Calais e di un'agitazione di vignaioli nel Linguadoca-Rossiglione, alienandosi così il Partito Socialista Francese di Jean Jaurès. Nello stesso anno diventò presidente del Consiglio, operando una decisa svolta politica verso il nazionalismo e il centralismo statale, in costante opposizione a socialisti e sindacati. Quando la stampa si occupò degli Apaches, egli sostenne la creazione della Polizia scientifica da parte di Alphonse Bertillon, uno degli esperti dell'Affare Dreyfus, e delle brigate regionali mobili (dette le "Brigate del Tigre") da parte di Célestin Hennion, nominato capo della nuova Sûreté générale.
Contribuì all'avvicinamento francese alla Gran Bretagna e alla radicalizzazione dello scontro con la Germania, frequente bersaglio dei suoi attacchi. Il suo mandato durò fino al 1909, quando fu sostituito da Aristide Briand.

### Nella prima guerra mondiale e a Versailles
Allo scoppio della prima guerra mondiale si oppose decisamente al comando militare di Joseph Joffre, sostenendo invece Ferdinand Foch.
Fervente militarista, si oppose a qualsiasi ipotesi di mediazione diplomatica, arrivando ad accusare di pacifismo l'allora ministro dell'interno Louis Malvy.
Diventato di nuovo presidente del Consiglio e ministro della guerra il 16 novembre 1917, non tardò a tradurre in pratica le proprie visioni politiche e tattiche: Louis Malvy fu arrestato per tradimento e Ferdinand Foch posto a capo dell'esercito interalleato nel 1918.
Dopo che papa Benedetto XV, nella lettera ai capi dei popoli belligeranti del 1º agosto 1917, definì la guerra "inutile strage" e propose soluzioni particolari, le reazioni furono tutte negative; i pangermanisti e gli Imperi centrali pensarono che il Papa volesse strappare loro la vittoria per darla a francesi, inglesi e italiani, i quali a loro volta pensarono che il Papa parlasse a favore degli Imperi centrali. Clemenceau definì Benedetto XV le Pape boche (il Papa tedesco).
Il suo risentimento verso la Germania non si fermò con la sconfitta di quest'ultima nel novembre 1918. Alla Conferenza di Parigi del 1919 pretese che la Germania venisse messa in ginocchio sia politicamente sia economicamente, con l'imposizione di forti compensazioni di guerra e l'occupazione militare del Reno.
(Parigi, 15 aprile 1919, conversazione di Clemenceau col generale Mordaq)
Per queste sue posizioni si trovò in forte contrasto con Thomas Woodrow Wilson e con la delegazione statunitense.

### Il ritiro dalla vita politica
Sconfitto nella corsa alla presidenza della repubblica nel 1920, si ritirò dalla vita politica. Scrisse due libri di memorie: La grandezza e la miseria della vittoria (in cui predisse che ci sarebbe stato un altro scontro con la Germania) e Nella sera del mio pensiero (1929).
Negli ultimi anni della sua vita strinse una sincera e forte amicizia con il pittore Claude Monet, cui rendeva visita regolarmente nella villa di Giverny in Normandia. Una foto lo ritrae in prima fila ai funerali del pittore nel 1926.
Morì a Parigi il 24 novembre 1929 a 88 anni.

## Carriera
- Sindaco di Montmartre, dal 1870 al 1871
- Deputato dell'Assemblea nazionale (1871)
- Presidente del consiglio municipale di Parigi (1875)
- Deputato alla Camera dei deputati (1875-1893)
- Senatore (1902)
- Ministro dell'Interno (1906), soprannominato "La Tigre"
- Presidente del Consiglio (1906-1909 e 1917-1920), soprannominato "Il Padre della Vittoria"
- Membro dell'Accademia Francese, eletto nel 1918